# 1000-km-Rennen auf dem Nürburgring 1961

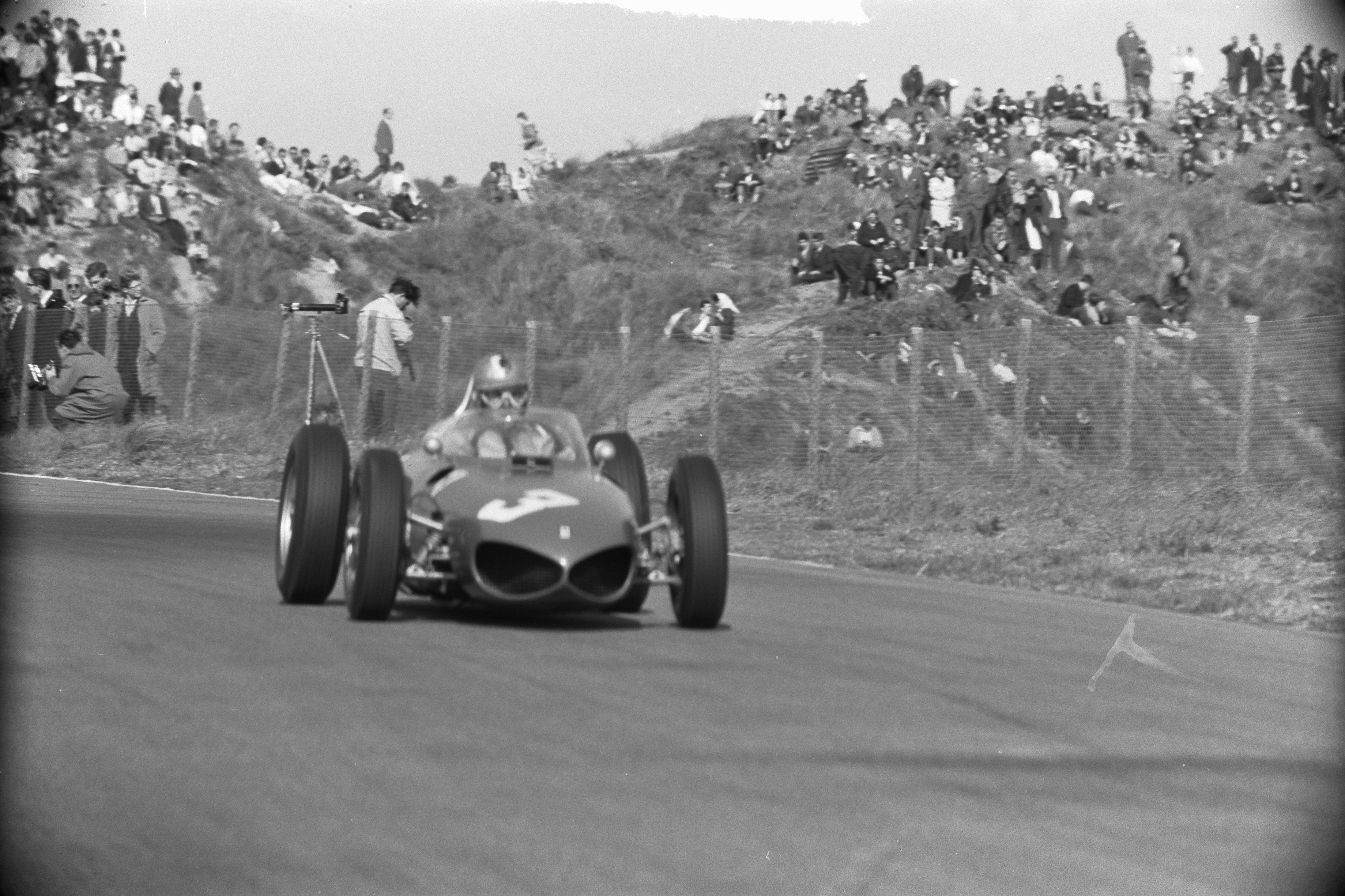
Die Siegesfahrt von Wolfgang von Trips im Ferrari 156 beim Großen Preis der Niederlande 1961 löste einen Besucheransturm beim 1000-km-Rennen aus

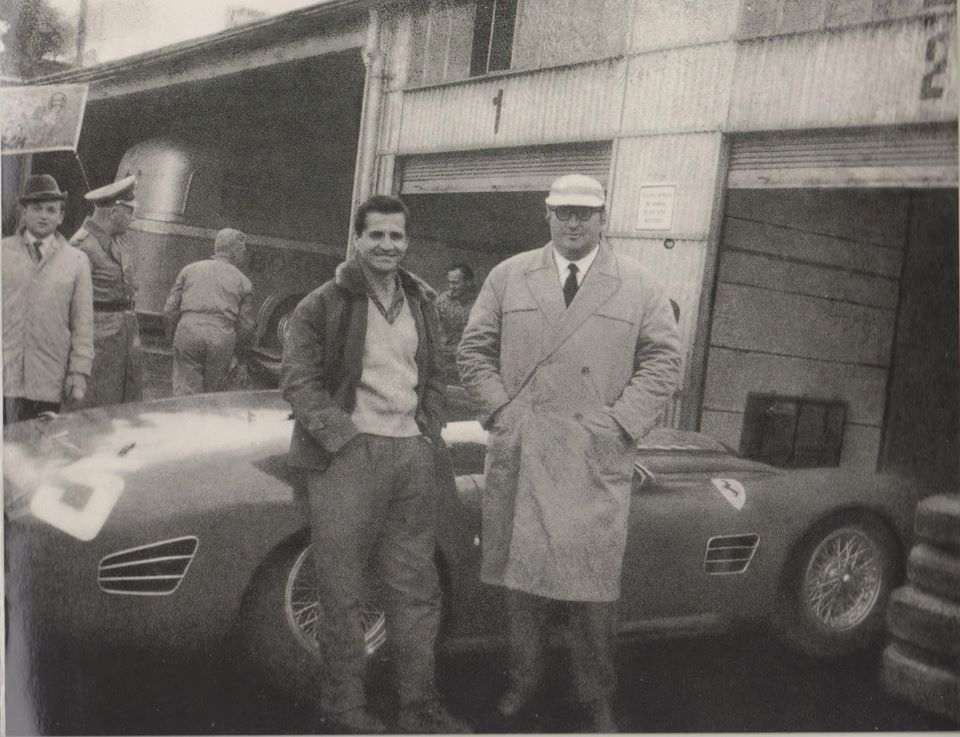
Giotto Bizzarrini und Carlo Chiti vor dem Werks-Ferrari 250TRI/61 mit der Startnummer 5

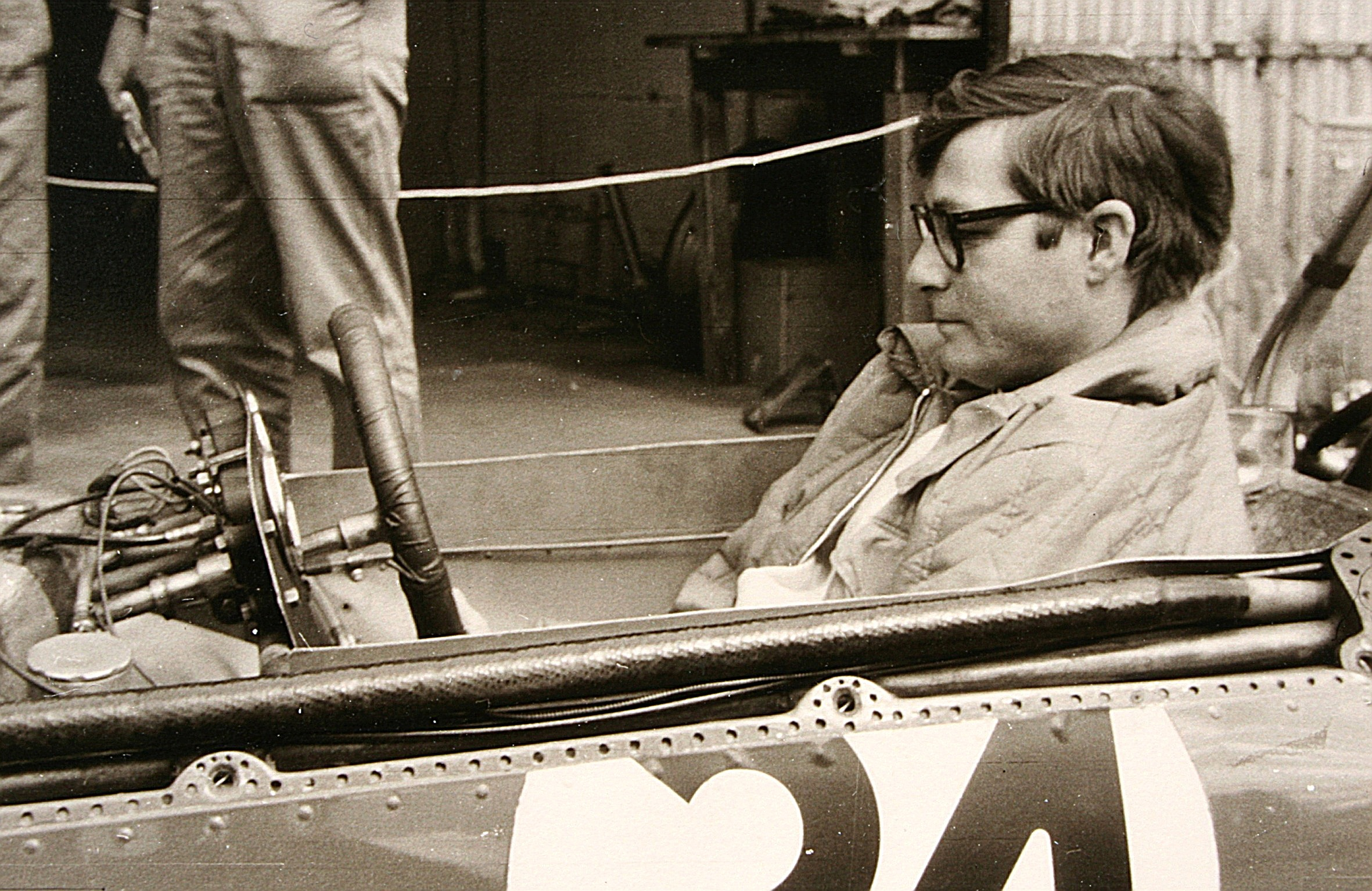
Masten Gregory gewann am Nürburgring seinen ersten Sportwagen-Weltmeisterschafts-Wertungslauf

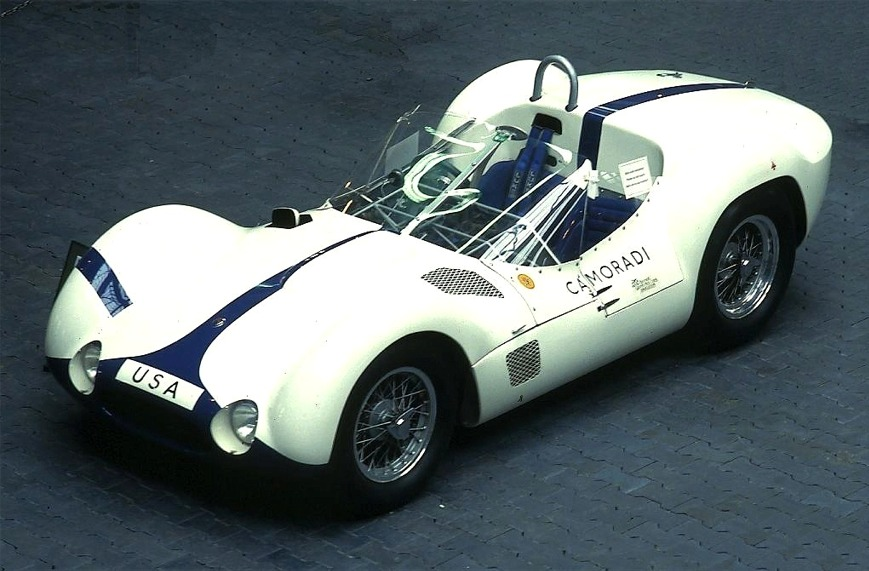
Maserati Tipo 61 des Camoradi-Teams

Das siebte 1000-km-Rennen auf dem Nürburgring, auch VII. Internationales ADAC-1000km-Rennen, Nürburgring, fand am 28. Mai 1961 auf der Nordschleife des Nürburgrings statt und war der dritte Wertungslauf der Sportwagen-Weltmeisterschaft dieses Jahres.

## Vor dem Rennen
Vor dem Rennen auf dem Nürburgring wurden 1961 zwei Rennen der Sportwagen-Weltmeisterschaft veranstaltet. Das 12-Stunden-Rennen von Sebring endete mit dem Sieg von Phil Hill und Olivier Gendebien im Werks-Ferrari 250TRI. Auch die Targa Florio endete mit dem Gesamtsieg für die Werksmannschaft von Ferrari. Wolfgang Graf Berghe von Trips und Olivier Gendebien gewannen im Ferrari Dino 246SP.

## Das Rennen
Wie im Vorjahr kamen auch 1961 Menschenmassen zum Langstreckenrennen in die Eifel. Mit angeblich 270.000 Zuschauern, die das am Sonntag in der Früh gestartete Rennen verfolgten, wurde ein neuer Besucherrekord erreicht. Das Interesse vieler an den Porsche-Werkswagen war ungebrochen. Dazu kamen 1961 die Erfolge von Wolfgang von Trips. Der 1928 in Köln geborene Nachkomme eines der ältesten niederrheinischen Adelsgeschlechter mit Stammsitz Burg Hemmersbach bei Kerpen hatte eine Woche vor dem 1000-km-Rennen mit dem Sieg beim Großen Preis der Niederlande als erster Deutscher ein Rennen zur Automobil-Weltmeisterschaft der Formel 1 gewonnen. Dass von Trips für Ferrari, den großen Gegner von Porsche, an den Start ging, verlieh dem Rennen einen besonderen Reiz. Die Scuderia kam mit drei Werkswagen nach Deutschland, zwei Dino 246SP und einem 250 GT SWB. Vom Dino 246SP wurden nur zwei Fahrgestelle aufgebaut, die beide am Nürburgring waren. Die Fahrzeuge hatten rundum Einzelradaufhängungen und Scheibenbremsen, die Spyder-Karosserien kamen von der Carrozzeria Fantuzzi. Die Dinos fuhren von Trips, Phil Hill, Richie Ginther und Olivier Gendebien. Im 250 GT SWB saßen Willy Mairesse und Giancarlo Baghetti.
Porsche hatte den 718 erneut weiterentwickelt. Der 1,6-Liter-4-Zylinder-Boxermotor leistete inzwischen 160 PS (118 kW). Im Training kamen erstmals 2-Liter-8-Zylinder-Boxermotoren zum Einsatz, die vor dem Rennen wieder ausgebaut und durch die 1,6-Liter-Triebwerke ersetzt wurden. Rennleiter Fritz Huschke von Hanstein verpflichtete mit Stirling Moss den 1000-km-Rennen-Rekordsieger. Der Brite hatte das Rennen bisher viermal gewonnen. 1956 siegte er gemeinsam mit Harry Schell, Piero Taruffi und Jean Behra im Werks-Maserati 300S, 1958 (mit Jack Brabham) und 1959 (mit Jack Fairman) im Aston Martin DBR1/300 sowie im Vorjahr mit Dan Gurney im Camoradi Racing Maserati Tipo 61. Moss bestritt das Rennen gemeinsam mit seinem Landsmann Graham Hill. Zwei 718 RS 61 wurden Gurney, Joakim Bonnier, Edgar Barth und Hans Herrmann anvertraut. Der dritte Werks-Porsche war ein 356 B Carrera Speziale, gefahren von Herbert Linge und Sepp Greger.
Die Scuderia Serenissima brachte zwei neue Maserati Tipo 63 zum Rennen. Nino Vaccarella sprach nach den ersten Trainingsrunden von einem unausgereiften Fahrzeug. Neben Vaccarella fuhren Ludovico Scarfiotti, Maurice Trintignant und Umberto Maglioli die Maseratis. Die beiden jungen Rodríguez-Brüder Ricardo und Pedro pilotierten einen Ferrari 250TRI/61 des North American Racing Teams und der Vorjahressiegerwagen, der Maserati Tipo 61 von Camoradi Racing, war diesmal in den Händen von Masten Gregory und Teameigner Lloyd Casner.
Nach dem Le-Mans-Start übernahm Jim Clark im drei Jahre alten Aston Martin DBR1 die Führung, die er aber im Laufe der ersten Runde an Stirling Moss im Porsche verlor. Nach elf Runden lautete die Reihenfolge von Trips und Gendebien in den Dino 246SP vor Moss im Porsche und Masten Gregory im Maserati. Während der 16. Runde setzte der lang erwartete Regen ein. Auf der regennassen Fahrbahn startete Moss, der inzwischen auf den vierten Rang zurückgefallen war, eine Aufholjagd, die ihn bis auf den zweiten Rang nach vorne brachte. In der 22. Runde endete die Fahrt durch einen Motorschaden. Bei Halbzeit führte Phil Hill im Dino 246SP fünf Minuten vor Casner im Maserati. Der zweite Dino war nach einem langen Boxenstopp zurückgefallen. Die Entscheidung fiel in der 24. Runde, als Phil Hill im Streckenabschnitt Flugplatz verunfallte, weil er auf eine Ölspur geriet. Der Wagen fing Feuer und wurde erheblich beschädigt; Hill blieb unverletzt. Am Ende siegte erneut Camoradi Racing mit dem Tipo 61. Der Vorsprung auf die Rodríguez-Brüder betrug eine Runde.

## Ergebnisse

### Schlussklassement
| 1               | S 3.0    | 1   | Camoradi USA               | Masten Gregory Lloyd Casner                                              | Maserati Tipo 61                 | 44 |
| 2               | S 5.0    | 5   | North American Racing Team | Ricardo Rodríguez Pedro Rodríguez                                        | Ferrari 250TRI/61                | 43 |
| 3               | S 3.0    | 4   | SEFAC Ferrari              | Richie Ginther Olivier Gendebien Wolfgang von Trips                      | Ferrari Dino 246SP               | 43 |
| 4               | GT + 2.0 | 61  | Scuderia Serenissima       | Carlo-Maria Abate Colin Davis                                            | Ferrari 250 GT SWB               | 43 |
| 5               | GT + 2.0 | 60  | SEFAC Ferrari              | Willy Mairesse Giancarlo Baghetti                                        | Ferrari 250 GT SWB               | 43 |
| 6               | GT 2.0   | 71  | Fritz Hahnl                | Fritz Hahnl Helmut Zick                                                  | Porsche 356 B Carrera Abarth GTL | 43 |
| 7               | GT 2.0   | 70  | Siegfried Günther          | Siegfried Günther Eberhard Mahle                                         | Porsche 356 B Carrera Abarth GTL | 43 |
| 8               | S 2.0    | 22  | Porsche KG                 | Herbert Linge Joseph Greger Stirling Moss Graham Hill                    | Porsche 356 B Carrera Speziale   | 43 |
| 9               | GT 2.0   | 74  | Gerhard Koch               | Gerhard Koch Fritz Leinenweber                                           | Porsche 356 B Carrera Abarth GTL | 42 |
| 10              | S 2.0    | 21  | Porsche KG                 | Dan Gurney Joakim Bonnier                                                | Porsche 718 RS 61                | 41 |
| 11              | GT 2.0   | 78  | Ernst Pflugbeil            | Wilfried Rüschenbaum Ernst Pflugbeil                                     | Porsche 356 B Carrera Abarth GTL | 41 |
| 12              | GT + 2.0 | 64  | Helmut Felder              | Helmut Felder Peter Nöcker                                               | Ferrari 250 GT SWB               | 41 |
| 13              | GT 2.0   | 73  | Ecurie Francorchamps       | Lucien Bianchi Emile-Claude Clemens                                      | Porsche 356B Carrera Abarth GTL  | 41 |
| 14              | S 1.15   | 43  | Chris Kerrison             | Chris Kerrison Peter Sargent                                             | Lola MK1                         | 41 |
| 15              | S 2.0    | 25  | Robert Jenny               | Joseph Siffert Sepp Liebl                                                | Ferrari 500TRC                   | 40 |
| 16              | GT + 2.0 | 62  | Ecurie Francorchamps       | Georges Berger Jean Blaton                                               | Ferrari 250 GT SWB               | 40 |
| 17              | S 1.15   | 42  | Derek Williamson           | John Bekaert Bill de Selincourt                                          | Lola Mk1                         | 40 |
| 18              | GT 1.3   | 90  | Peter Lumsden              | Peter Lumsden Peter Riley                                                | Lotus Elite                      | 40 |
| 19              | S 1.15   | 41  | Charles Vögele             | Charles Vögele Peter Ashdown                                             | Lola MK1                         | 40 |
| 20              | S 1.6    | 92  | David Hobbs                | David Hobbs Bill Pickney                                                 | Lotus Elite                      | 40 |
| 21              | S 1.6    | 36  | Ernst Pflugbeil            | Georg Bialas Harald von Saucken                                          | Porsche 356 B Carrera            | 40 |
| 22              | GT 1.3   | 107 | Bardahl Italy              | Marcello de Luca di Lizzano Maurizio Grana                               | Alfa Romeo Giulietta SZ          | 40 |
| 23              | S 3.0    | 7   | Scuderia Serenissima       | Ludovico Scarfiotti Nino Vaccarella Maurice Trintignant Umberto Maglioli | Maserati Tipo 63                 | 40 |
| 24              | S 1.6    | 33  | Bruno Runte                | Bruno Runte Werner Lindermann                                            | Porsche 356 A Speedster          | 39 |
| 25              | S 1.6    | 32  | Gotfrid Köchert            | Hans-Otto Kreft Hans-Peter Nyffeler                                      | Porsche 356 B Carrera            | 39 |
| 26              | GT 2.0   | 75  | Hellmuth Gerhards          | Hellmuth Gerhards Frank Kalkuhl                                          | Porsche 356 B                    | 39 |
| 27              | GT 1.3   | 103 | Colonia                    | Bernd Degner Charly Braun                                                | Lotus Elite                      | 39 |
| 28              | GT 2.0   | 84  | Bob Olthoff                | Bob Olthoff John Whitmore                                                | MGA                              | 38 |
| 29              | GT 1.3   | 105 | Wilfried Junge             | Wilfried Junge Günther Schramm                                           | Alfa Romeo Giulietta SV          | 38 |
| 30              | GT 1.3   | 98  | Team Elite                 | William Allen John Wagstaff                                              | Lotus Elite                      | 38 |
| 31              | GT 1.3   | 104 | Hans-Helmuth Hespen        | Hans-Helmuth Hespen Horst Estler                                         | Alfa Romeo Giulietta SV          | 38 |
| 32              | S 1.15   | 47  | Andrew Hedges              | William McCowen Andrew Hedges                                            | Austin-Healey Sebring Sprite     | 38 |
| 33              | GT 1.3   | 102 | George Kreisel             | George Kreisel Scott Berridge                                            | Lotus Elite                      | 38 |
| 34              | GT 1.3   | 94  | Les Leston                 | Les Leston Keith Ballisat                                                | Lotus Elite                      | 38 |
| 35              | S 1.15   | 51  | René Bonnet                | Gérard Laureau Paul Armagnac                                             | DB HBR5                          | 37 |
| 36              | GT + 2.0 | 65  | Gérard Langlois van Ophem  | Guy Gonzalo Gérard Langlois van Ophem                                    | Austin-Healey 3000               | 37 |
| 37              | GT 1.3   | 108 | Georges Hacquin            | Georges Hacquin Edmond Laub                                              | Alfa Romeo Giulietta             | 37 |
| 38              | S 1.15   | 52  | René Bonnet                | André Moynet Jean-Claude Caillaud                                        | DB HBR5                          | 37 |
| Ausgefallen     |          |     |                            |                                                                          |                                  |    |
| 39              | S 2.0    | 27  | Taylor & Crowley           | Douglas Graham Christopher Martyn                                        | Lotus 15 Series 2                | 35 |
| 40              | GT 2.0   | 82  | Ben Pon                    | Ben Pon Carel Godin de Beaufort                                          | Porsche 356 B Carrera Abarth GTL | 35 |
| 41              | GT 2.0   | 83  | Octagon                    | Richard Ide Mike Reid                                                    | MGA                              | 35 |
| 42              | GT 2.0   | 85  | Morgan                     | Bob Staples Peter Marten                                                 | Morgan 4/4                       | 31 |
| 43              | GT 1.3   | 97  | Colonia                    | Helmut Busch Jörg Schmitz                                                | Lotus Elite                      | 30 |
| 44              | GT 1.3   | 93  | Edward Greenall            | Edward Greenall Ian Baillie                                              | Lotus Elite                      | 29 |
| 45              | S 1.6    | 31  | Heini Walter               | Heini Walter Hermann Müller                                              | Porsche 718 RS 61                | 27 |
| 46              | GT 2.0   | 86  | Morgan                     | Chris Lawrence Richard Shepard-Baron                                     | Morgan 4/4                       | 27 |
| 47              | GT 1.3   | 91  | Ted Lund                   | Ted Lund Norbert Hermann                                                 | Lotus Elite                      | 25 |
| 48              | S 3.0    | 3   | SEFAC Ferrari              | Phil Hill Wolfgang von Trips                                             | Ferrari Dino 246SP               | 24 |
| 49              | S 3.0    | 11  | Essex Racing Team          | Jim Clark Bruce McLaren                                                  | Aston Martin DBR1                | 23 |
| 50              | S 2.0    | 20  | Porsche KG                 | Stirling Moss Graham Hill                                                | Porsche 718 RS 60                | 21 |
| 51              | S 1.15   | 45  | John Sprinzel              | Paul Hawkins Cyril Simson                                                | Austin-Healey Sebring Sprite     | 21 |
| 52              | GT + 2.0 | 66  | Denise McCluggage          | Denise McCluggage Allen Eager                                            | Ferrari 250 GT SWB               | 20 |
| 53              | S 1.15   | 44  | David Hitches              | David Hitches Bob Hicks                                                  | Lola MK1                         | 11 |
| 54              | S 3.0    | 6   | Scuderia Serenissima       | Maurice Trintignant Umberto Maglioli                                     | Maserati Tipo 63                 | 7  |
| 55              | S 3.0    | 10  | Ecurie Ecosse              | Bruce Halford Tom Dickson                                                | Cooper Monaco T57                | 7  |
| 56              | S 2.0    | 24  | Antonio Gentil de Herédia  | Antonio Gentil de Herédia Antonio Heredia de Bandeira                    | Ferrari 500TR                    | 7  |
| 57              | S 2.0    | 26  | Lausannoise                | André Wicky Pierre de Siebenthal                                         | Maserati 200SI                   | 6  |
| 58              | GT 2.0   | 88  | John Anderson              | Lee Miller Robert McCall                                                 | Fiat 1500                        | 6  |
| 59              | GT 1.3   | 96  | Lotus Sweden               | Jan Johnson Yngve Nyström                                                | Lotus Elite                      | 6  |
| 60              | GT 2.0   | 79  | Helmut Heyse               | Helmut Heyse Roland Off                                                  | Porsche 356 B                    | 3  |
| 61              | S 2.0    | 23  | Porsche KG                 | Hans Herrmann Edgar Barth                                                | Porsche 718 RS 61                | 2  |
| 62              | GT 1.3   | 101 | Paul Deetens               | Paul Deetens Carl Smet                                                   | Lotus Elite                      | 2  |
| 63              | GT 1.3   | 95  | Bernard Consten            | Bernard Consten José Rosinski                                            | Alfa Romeo Giulietta SV          | 1  |
| 64              | S 3.0    | 12  | Georges Gachnang           | Georges Gachnang Maurice Caillet                                         | Cegga-Ferrari 3000S              | 1  |
| Nicht gestartet |          |     |                            |                                                                          |                                  |    |
| 65              | GT 2.0   | 76  | Werner Lindermann          | Werner Lindermann Fritz Schmidt                                          | Porsche 356 B                    | 1  |
| 66              | GT 2.0   | 80  | Robert Dooyes              | Robert Dooyes Rob Slotemaker                                             | Porsche 356 B                    | 2  |
| 67              | GT 2.0   | 81  | Hans-Otto Kreft            | Hans-Otto Kreft Hans-Peter Nyffeler                                      | Porsche 356 B                    | 3  |
| 68              | GT 1.3   | 99  | Team Elite                 | Peter Arundell Trevor Taylor                                             | Lotus Elite                      | 4  |
| 69              | GT 1.3   | 106 | Ewald Bandmann             | Ewald Bandmann Lothar Bender                                             | Alfa Romeo Giulietta SV          | 5  |
| 70              | S 1.6    | 35  | Irish Racing               | Bill Bradshaw Bill Lacy                                                  | Lotus 15                         | 6  |

1 nicht gestartet
2 nicht gestartet
3 nicht gestartet
4 nicht gestartet
5 nicht gestartet
6 nicht zum Training erschienen

### Nur in der Meldeliste
Hier finden sich Teams, Fahrer und Fahrzeuge, die ursprünglich für das Rennen gemeldet waren, aber aus den unterschiedlichsten Gründen daran nicht teilnahmen.
| Pos. | Klasse   | Nr. | Team                      | Fahrer                                   | Chassis               |
| ---- | -------- | --- | ------------------------- | ---------------------------------------- | --------------------- |
| 71   |          |     | Turner                    | Pat Fergusson Gil Baird                  | Turner                |
| 72   | GT + 2.0 |     | Essex Racing Team         | Roy Salvadori Tony Maggs                 | Aston Martin DB4 GT   |
| 73   | GT 1.6   |     | Gilby Engineering         | Keith Greene David Piper                 | Porsche 356 B Carrera |
| 74   | S 3.0    | 8   | UDT-Laystall              | Cliff Allison Henry Taylor               | Lotus 19              |
| 75   | S 3.0    | 9   | UDT-Laystall              | Ron Flockhart Jack Fairman               | Lotus 19              |
| 76   | S 1.6    | 34  | Jose Correira de Oliviera | Jose Correira de Oliviera António Barros | Porsche 718 RSK       |
| 77   | S 1.15   | 46  | John Anstead              | John Anstead Jonathan Fenton             | Austin-Healey Sprite  |
| 78   | GT + 2.0 | 63  | Pierre Noblet             | Pierre Noblet Jean Guichet               | Ferrari 250 GT SWB    |
| 79   | GT 1.3   | 100 | John Campbell-Jones       | John Campbell-Jones                      | Lotus Elite           |

### Klassensieger
| Klasse   | Fahrer            | Fahrer        | Fahrer        | Fahrer      | Fahrzeug                         | Platzierung im Gesamtklassement |
| -------- | ----------------- | ------------- | ------------- | ----------- | -------------------------------- | ------------------------------- |
| S 3.0    | Masten Gregory    | Lloyd Casner  |               |             | Maserati Tipo 61                 | Gesamtsieg                      |
| S 2.0    | Herbert Linge     | Joseph Greger | Stirling Moss | Graham Hill | Porsche 356 B Carrera Speziale   | Rang 8                          |
| S 1.6    | David Hobbs       | Bill Pickney  |               |             | Lotus Elite                      | Rang 20                         |
| S 1.15   | Chris Kerrison    | Peter Sargent |               |             | Lola MK1                         | Rang 14                         |
| GT + 2.0 | Carlo-Maria Abate | Colin Davis   |               |             | Ferrari 250 GT SWB               | Rang 4                          |
| GT 2.0   | Fritz Hahnl       | Helmut Zick   |               |             | Porsche 356 B Carrera Abarth GTL | Rang 6                          |
| GT 1.3   | Peter Lumsden     | Peter Riley   |               |             | Lotus Elite                      | Rang 18                         |

### Renndaten
- Gemeldet: 79
- Gestartet: 64
- Gewertet: 38
- Rennklassen: 7
- Zuschauer: 270000
- Wetter am Renntag: Regen ab der 16 Runde
- Streckenlänge: 22,810 km
- Fahrzeit des Siegerteams: 7:51:39,200 Stunden
- Gesamtrunden des Siegerteams: 44
- Gesamtdistanz des Siegerteams: 1003,640 km
- Siegerschnitt: 127,675 km/h
- Pole Position: Wolfgang von Trips – Ferrari Dino 246SP (#4) – 9.33,700 = 143,134 km/h
- Schnellste Rennrunde: Phil Hill – Ferrari Dino 246SP (#3) – 9.15,800 = 147,744 km/h
- Rennserie: 3. Lauf zur Sportwagen-Weltmeisterschaft 1961
- Rennserie: 5. Lauf des FIA-GT-Cup 1961